# Piz Blas
Der Piz Blas ist ein 3019 m ü. M. hoher Berg im östlichen Teil des Gotthardmassivs an der Grenze zwischen dem Kanton Tessin und dem Kanton Graubünden in der Schweiz.
Der Berg befindet sich etwa in der Mitte der drei Pässe Oberalp im Norden, Lukmanier im Osten und Gotthard im Westen und ist die höchste Erhebung der Hauptkette zwischen dem Gotthard- und dem Lukmanierpass. Am Piz Blas haben Strahler bis zu 35 kg schwere Rauchquarze gefunden.
Der Piz Blas ist von der Cadlimohütte aus erreichbar, die Grattour zum Gipfel wird mit Schwierigkeitsstufe T5 bewertet.